# Омельянчук, Максим Сергеевич
Максим Сергеевич Омельянчук (бел. Максім Сяргеевіч Амельянчук; род. 5 сентября 2003, Киев) — белорусский футболист, полузащитник клуба «Макслайн».

## Карьера

### «Энергетик-БГУ»
Воспитанник футбольной академии столичного «Минска», где футболист выступал на юношеском уровне. В январе 2021 года футболист перешёл в «Энергетик-БГУ», где стал тренироваться с основной командой. Дебютировал за клуб футболист 13 марта 2021 года в матче против «Сморгони», выйдя на замену на 88 минуте. На протяжении сезона футболист был в клубе одним из основных игроков, однако выходил на поле преимущественно со скамейки запасных, результативными действиями не отличившись. В январе 2022 года футболист продлил контракт с клубом. В своём следующем сезоне 2022 года футболист был игроком замены, чаще оставаясь на скамейке запасных, результативными действиями по итогу не отличившись, однако вместе с клубом стал серебряным призёром чемпионата.
Новый сезон за клуб футболист начал с матча 2 апреля 2023 года против борисовского БАТЭ, выйдя на поле в стартовом составе и отличившись своей дебютной результативной передачей. Дебютным забитым голом за клуб футболист отличился 3 октября 2023 года в матче против борисовского БАТЭ. На протяжении сезона футболист был в клубе одним из основных игроков, отличившись забитым голом и результативной передачей. По итогу сезона футболист вместе с клубом завершил чемпионат на итоговом предпоследнем месте, отправившись в стыковые матчи за сохранение прописки. По итогу стыковых матчей футболист вместе с клубом по сумме встреч уступил «Витебску», тем самым вылетев в Первую лигу. В январе 2024 года футболист продлил контракт с клубом.

### «Слуцк»
В феврале 2024 года футболист на правах свободного агента перешёл в «Слуцк», подписав контракт до конца сезона. Дебютировал за клуб футболист 31 марта 2024 года в матче против жодинского «Торпедо-БелАЗ», выйдя на поле в стартовом составе.

## Семья
Отец Сергей Омельянчук профессиональный футболист, выступал за национальную сборную Беларуси, футбольный тренер.